# 月村太郎
月村 太郎（つきむら たろう、1959年 - ）は、日本の政治学者。同志社大学教授、神戸大学名誉教授。専門は国際関係論、比較政治学。クロアチア、旧ユーゴスラヴィアを中心にバルカン半島の地域研究、および民族紛争・地域紛争の比較研究を行っている。

## 略歴
- 東京都生まれ。麻布高校卒業。1979年4月、東京大学入学。
- 1983年3月、 東京大学法学部卒業。
- 1983年～ 東京大学法学部助手（1988年まで）[2]。
  - 1984年9月～1986年3月、ユーゴスラヴィア（当時）のザグレブ大学クロアチア歴史研究所に留学[1]。
- 1988年-1990年、財団法人行政管理研究センター研究員。
- 1990年-1992年、社団法人川崎地方自治研究センター専任研究員。
- 1992年 神戸大学法学部助教授
  - 1994年9月～1996年9月、ハンガリー科学アカデミー歴史学研究所に留学[1]。
- 1996年 同教授
- 2000年 神戸大学大学院法学研究科教授
- 2008年 同志社大学政策学部教授、神戸大学名誉教授

## 著書

### 単著
- 『オーストリア=ハンガリーと少数民族問題――クロアティア人・セルビア人連合成立史』東京大学出版会 1994年。ISBN 978-4-13-036081-4
- 『ユーゴ内戦――政治リーダーと民族主義』東京大学出版会 2006年。ISBN 978-4-13-030140-4
- 『民族紛争』岩波書店＜岩波新書＞、2013年。ISBN 978-4-00-431431-8
- 『バルカンの政治』東京大学出版会、2023年。ISBN 978-4-13-030189-3

### 編著
- 『地域紛争の構図』晃洋書房 2013年。ISBN 978-4-7710-2401-4
- 『シリーズ転換期の国際政治 (6) 解体後のユーゴスラヴィア』晃洋書房 2017年。ISBN 978-4-7710-2894-4

### 共編著
- 初瀬龍平・定形衛『国際関係論のパラダイム』有信堂高文社 2001年。ISBN 978-4-8420-5543-5

## 論文

### 雑誌論文
- 「「クロアティア人・セルビア人連合」の成立過程――クロアティア人ナショナリズムの変遷 (1-3)」『國家學會雑誌』104巻1・2号/3・4号/5・6号（1991年）
- 「ナショナリズム研究の現状 ナショナリズム, エスニシティ, 地域主義――ユーゴスラヴィアを中心とした東欧の民族問題に関連して」『法学志林』88巻3号（1991年）
- 「多民族国家における統合と解体――ユーゴスラヴィア解体過程を例として」日本政治学会編『年報政治学』岩波書店、1994年。
- 「民族紛争の「国際化」に関する序論的考察――ユーゴスラヴィア民族紛争を題材に」『国際法外交雑誌』93巻5号（1994年）
- 「「ユーゴスラヴィア」の民族間関係――政治的リーダーシップと民族主義」『国際問題』496号（2001年）
- 「「東欧」の解体？――コソヴォを事例として」『ロシア・東欧研究』35号（2007年）
- 「民族的少数派となる恐怖――旧ユーゴ連邦解体過程におけるセルビア人を例として」『国際政治』149号（2007年）

### 単行本所収論文
- 「東欧から見た「中欧」――ハプスブルク帝国の現代における意味に関して」鴨武彦編『講座世紀間の世界政治 (4) 国際地域における秩序変動』日本評論社 1993
- 「オーストリア=ハンガリー二重帝国の多文化主義――二重制と少数民族政策を中心に」初瀬龍平編『エスニシティと多文化主義』同文舘 1996
- 「ユーゴスラヴィアの民主化とアイデンティティの民族化」吉川元・加藤普章編『マイノリティの国際政治学』有信堂高文社 2000
- 「ボスニアの内戦前と内戦後――民族共存の観点から」日本比較政治学会編『民族共存の条件』早稲田大学出版部 2001
- 「ネイションにおけるメンバーシップと領域」『東欧・中央ユーラシアの近代とネイションI』北海道大学スラブ研究センター 2001
- 「地域紛争と戦争――旧ユーゴ解体に伴う内戦を題材にして」樫村志郎編『法動態学叢書・水平的秩序 (1) 規範と交渉』法律文化社 2007
- 「体制移行と民族紛争の発生」大芝亮・古城佳子・石田淳編『日本の国際政治学 (2) 国境なき国際政治』有斐閣 2009